# ستريغنا (إيطاليا)
ستريغنا هي بلدية في مقاطعة أوديني في منطقة فريولي فينيتسيا جوليا الإيطالية، وتقع على بعد حوالي 60 كيلومترًا (37 ميلًا)؛ شمال غرب ترييستي وحوالي 30 كيلومترًا (19 ميلًا)؛ شمال شرق أوديني، في الحدود مع سلوفينيا، وتحدها البلديات التالية: غريماكو و(سلوفينيا)؛ وسان ليوناردو وبريبوتو. يأتي اسم المستوطنة من الكلمة السلوفينية سريدني، والتي تعني «الوسط».

## المناطق
تشمل محليات ستريغنا القرى والضواحي الآتية:

### القرى
- غنيدوفيزا (نجيدوكا)؛
- أوبليزا (أوبليكا)؛
- بودجورا (بودجورا)؛
- بوليزا (بوليكا)؛
- بوستريغنا (بودسريدنج)؛
- بريسيري (بريسيرجي)؛
- راون (راون)؛
- ساليجوي (ألغوجي)؛،
- تريبيل إنفيريور (دولنجي طربيج)؛
- تريبيل سوبريوري (جورنجي طربيج).

### الضواحي
- بايار (باجار)؛
- كوبيلزا (كوبيلكا)؛
- ميلينا (ميلينا)؛
- بونتي كليناز (كلينشكي مالين)؛
- أوراتاكا.[2]

اعتباراً من 31 ديسمبر 2004، بلغ عدد سكانها 434 نسمة ومساحتها 19.7 كيلومتر مربع (7.6 ميل2).

## التركيبة العرقية
82.7٪ من السكان هم من السلوفينيين حسب التعداد السكاني الذي أجري عام 1971.

## وصلات خارجية
- الموقع الرسمي